# Grude, Herrljunga kommun
Grude är kyrkbyn i Grude socken i Herrljunga kommun i Västergötland. Byn ligger vid länsväg 182 cirka två kilometer nordväst om Ljung.
I Grude ligger Grude kyrka.